# St. George's SC
St. George's SC is een Jamaicaanse voetbalclub uit Portland die speelt in de Jamaicaanse tweede klasse.